# Fissidens brevilingulatus
Fissidens brevilingulatus är en bladmossart som beskrevs av Edwin Bunting Bartram 1948. Fissidens brevilingulatus ingår i släktet fickmossor, och familjen Fissidentaceae. Inga underarter finns listade i Catalogue of Life.